# Кулаково (Великоустюгский район)
Кулаково — деревня в Великоустюгском районе Вологодской области России.
Входит в состав Покровского сельского поселения, с точки зрения административно-территориального деления — в Покровский сельсовет.
Расстояние по автодороге до районного центра — Великого Устюга — 23 км, до центра муниципального образования — Ильинского — 7 км. Ближайшие населённые пункты — Новосёлово, Чучеры, Гришино.
По переписи 2002 года население составило 7 человек.
По данным на 1913 год входила в Палемскую волость под названием 
Кулакова